# Symplicjusz z Cylicji
Symplicjusz z Cylicji (gr. Σιμπλίκιος ὁ Κίλιξ ur. ok. 490, zm. 560) – filozof bizantyński, autor komentarzy do Arystotelesa.

## Życie
Symplicjusz pochodził z Cylicji, gdzie urodził się około 490 roku. Studiował w Aleksandrii u Amoniusza syna Hermiasza, dzięki któremu zbliżył się do filozofii Arystotelesa. U Amoniusza studiowali wówczas wszyscy wybitniejsi neoplatonicy tego okresu: Asklepios, Olimpiodor i w przyszłości główny przeciwnik filozoficzny Symplicjusza, Jan Filopon. W Atenach Symplicjusz został uczniem Damascjusza, kierownika Akademii Platońskiej. Jako filozof rozwijał neoplatońską doktrynę szkoły ateńskiej, pozostając pod silnym wpływem Jamblicha. Odstępując od tradycji Proklosa, za Amoniuszem, próbował uzgodnić filozofię Arystotelesa i Platona. Pozostawał natomiast w zgodzie z Proklosem, gdy w ustnych wykładach przeciwstawiał się chrześcijaństwu. 
Prawdopodobnie dlatego, że był w Atenach, gdy cesarz Justynian zamknął w 529 roku szkołę ateńską, albo z przyjaźni dla swego mistrza Damascjusza, udał się wraz z nim i pięcioma innymi jego uczniami (Pryscjanem, Eulaliuszem, Hermiasem, Diogenesem i Izydorem) na dwór, sympatyzującego z kulturą grecką, Chozroesa perskiego. W 532 roku został zawarty traktat pokojowy między Persją a Bizancjum. W jednym z postanowień traktatu gwarantowano filozofom przebywającym w Persji powrót do Bizancjum i swobodę wyznawania religii. Po rocznym, lub dwuletnim, pobycie w Persji wygnańcy powrócili więc do Bizancjum i za zgodą cesarza zamieszkali ponownie w Atenach, gdzie musieli sobie radzić pozbawieni dochodów z działalności bractwa akademickiego i opłat uczniowskich. O dalszych losach Symplicjusza nic nie wiadomo. Jako datę śmierci przyjmuje się rok 560.
Część badaczy (M. Tardieu, C. Luna), wysunęła hipotezę, że po opuszczeniu dworu perskiego Symplicjusz mógł zamieszkać na granicy imperium perskiego w Harranie (Carrhae), do X wieku, centrum intelektualnym hellenizmu syryjskiego, gdzie mógł swobodnie wyznawać swoją pogańską religię. Zwracają oni uwagę na fakt, że twórczość Symplicjusza była dobrze znana w środowisku syryjskim, aluzje do niej znajdują się np. w syryjskim dziele Pawła Persa. Wskazują również na stabilność recepcji Symplicjuszowego komentarza do Kategorii wśród Arabów i charakterystyczną dla nich neoplatońską polemikę z chrześcijaństwem (I. Hadot). Podważają więc relację Agatiasza Scholastyka dotyczącą powrotu filozofa do Aten, doszukując się argumentów za swoją hipotezą w dziełach Ibn al-Nadima.

## Twórczość
Symplicjusz jest autorem komentarzy do Kategorii, Fizyki i O niebie Arystotelesa. Prace te powstały po powrocie Symplicjusza z Persji. Szczególne znaczenie dla historii filozofii mają jego komentarze do Kategorii Arystotelesa, ze względu na rozległą wiedzę autora i jego umiejętności syntetyzowania opracowywanego materiału. Symplicjusz przytacza poglądy kilku pokoleń komentatorów Kategorii Andronika z Rodos, Boetosa z Sydonu, stoika Atenodora, Aristona i Eudorosa z Aleksandrii, Sotiona i Achaiosa, Aleksandra z Egei, Aleksandra z Afrodyzji, Porfirusza, pitagorejczyka Archytasa, Jamblicha, Deuksipa, Olimpiodora, jego ucznia Eliasza (Dawida), Jana Filopona. Stając na końcu tej długiej tradycji stara się ją przyswoić i połączyć jej różne aspekty, dając kompleksowy przegląd recepcji Kategorii w starożytności. Czyni to starannie i precyzyjnie, wiernie trzymając się tekstu, jakkolwiek będąc platonikiem zawsze ma na celu wykazanie jedności myśli Arystotelesa i Platona. Pisze:
Uważam, że uczciwy tłumacz nie powinien wskazywać niezgodności, patrząc na to, co powiedział Arystoteles przeciw Platonowi, ale powinien patrzeć na ducha i szukać harmonii, która panuje między nimi w większości punktów (Kat. 7, 29-32).
W komentarzu do Fizyki Symplicjusza znajdują się dwie dygresje, szczególnie interesujące dla współczesnych badaczy: corollarium de loco (eksurs o miejscu) i corollarium de tempo (ekskurs o czasie). Symplicjusz jest również autorem neoplatońskiego komentarza do Enchidrionu Epikteta, popularnego podręcznika etyki stoickiej. Komentarz Symplicjusza do I księgi Elementów Euklidesa zachował się we fragmentach w tłumaczeniu arabskim. Istnieją dowody, że komentował on również platońskiego Fedona i  Podręcznik retoryki Hermnogenesa z Tarsos.
Tradycyjnie przypisywany Symplicjuszowi komentarz do O duszy Arystotelesa jest obecnie uważany przez większość badaczy za utwór nieznanego autora (Pseudo-Symplicjusza) lub za dzieło Pryscjana z Lidii.
Komentarze Symplicjusza stanowią cenne źródło do historii filozofii starożytnej. Nie są bowiem, w przeciwieństwie do wielu innych prac neoplatońskich, zapiskami z wykładów sporządzonymi przez studentów, lecz w całości zostały opracowane przez ich autora. Zawierają wiele cytatów z zaginionej literatury wcześniejszej. Szczególnie cenne są zachowane u Symplicjusza cytaty z presokratyków. Symplicjusz jest głównym źródłem do Parmenidesa. W jego pismach zachowało się też wiele poglądów stoickich. Z racji swojego stanowiska filozoficznego Symplicjusz przekazuje też wiele wiadomości o poglądach przedstawicieli Akademii Platońskiej, neoplatoników i pitagorejczyków. Dzięki jego dziełom możliwa się stała rekonstrukcja utraconych dzieł tych autorów.
Symplicjusz był bardzo sumiennym komentatorem. Uwzględniał aspekty filologiczne badanych tekstów porównując ich warianty i zajmując się krytyką tekstu. Za cechy dobrego komentatora uważał bezstronność i znajomość nie tylko badanego fragmentu, ale całego dzieła filozofa i jego sposobu wyrażania się.

## Poglądy

### Filozofia przyrody
W filozofii przyrody Symplicjusz wypracował własne stanowisko dotyczące miejsca i czasu. Nie zgadza się z tezą Arystotelesa, że wszechświat nie może się znajdować w jednym miejscu, ponieważ poza niebem nic innego nie istnieje. Jego zdaniem koliste ruchy ciał niebieskich są ruchami lokalnymi i aby były możliwe niebo musi się znajdować w jednym miejscu. Również jego pogląd na miejsce różni się od poglądu Stagiryty. Arystoteles uważał miejsce za granicę obejmującą ciała i pozostającą w kontakcie z ich powierzchnią. Zdaniem Symplicjusza miejsce obejmuje wszystkie części rzeczy. Nie jest więc przypisane do wzrostu jako kategoria ilości, ale jest kategorią bytu. Przydziela ciału odpowiednią pozycję i organizuje jego części w uporządkowaną strukturę.
Wbrew stanowisku Filopona Symplicjusz bronił Arystotelesowskiej doktryny niezniszczalności i nieskończoności kosmosu. Filopon jako chrześcijanin szukał uzasadnienia dla początku świata w czasie. Symplicjusz odrzuca jego pogląd, że zasad matematycznych nie można stosować do świata fizycznego. Postuluje swobodne przechodzenie od fizyki do zasad matematycznych i stosowanie zasad matematycznych do fizyki.
Symplicjusz próbuje też rozwiązać podane przez Arystotelesa paradoksy dotyczące czasu, których, jego zdaniem, ani Arystotelesowi, ani jego następcom nie udało się rozwiązać. Ich rozwiązanie uważa za warunek uznania, że czas istnieje. Jeden z paradoksów mówi, że czas nie istnieje, bo nie istnieją jego części składowe. Skoro nie istnieje przeszłość, która minęła, to nie istnieją również teraźniejszość i przyszłość. Jeśli traktować czas jako odcinek, to częściowo znajduje się on w przeszłości, a częściowo w przyszłości. Jeśli tak jest to części składowe nie różnią się od siebie. Inny paradoks polega na tym, że chwila powinna przestać istnieć, ale nie ma czasu, w którym by to mogło nastąpić. W chwili obecnej jeszcze istnieje, a w następnej istnieje już inna chwila.
Problemy te próbowano rozwiązać uznając realność czasu lub przedłużając chwile, albo jak Damascjusz tworząc teorię o "nagłym" przechodzeniu jednej chwili w drugą. Symplicjusz broni poglądu Arystotelesa, że czas ma charakter ciągły i jest niepoliczalny. Jego zdaniem jest to warunkiem następstwa powstawania i przemijania rzeczy. Rozłożenie chwil (momentów) w czasie jest, jego zdaniem, jedynie konstrukcją teoretyczną. Przyczynę powstania paradoksu upatruje w naturze duszy, której specyficzny sposób istnienia uniemożliwia dostęp do zmiany i czasu. Tylko analizując własny statyczny charakter, dusza może zrozumieć różnicę między jej sposobem bycia a wzrostem i upadkiem jakim podlegają rzeczy w czasie.

### Psychologia
Symplicjusz wyróżnia trzy rodzaje dusz:
- Boskie dusze, które nigdy nie schodzą na ziemię. Dusze te zamieszkują nieśmiertelne ciała.
- Dusze, które schodzą na ziemię i zamieszkują ludzkie ciała. Żyjąc na ziemi mogą one ulec złu. Jeśli się tak stanie nie mogą powrócić do świata nadksiężycowego, wolnego od wszelkiego zła. Symplicjusz odrzuca jednak pogląd, że dusze te pozostaną na zawsze w sferze zła, gdyby tak było, musiałyby utracić niektóre ze swoich właściwości[15].
- Dusze zwierząt i roślin, które zawsze przebywają na ziemi. Doświadczają on zła fizycznego. Doświadczenie zła zwierząt wyższych zbliża się do doświadczenia zła u ludzi, niższe doświadczają tylko zła fizycznego.

Dusza u Symplicjusza ma pozycję pośrednią między światem czystego bytu a światem stawania się i ginięcia. Spadając do świata narodzin i śmierci zapomina o posiadanej wcześniej wiedzy. W celu przypomnienia sobie zapomnianego powstał język, który umożliwia duszy naukę i rozwój. Nauka ma wspierać wysiłki duszy, by odzyskać stan sprzed upadku, gdy jej się to powiedzie język nie będzie jej już potrzebny.

### Teodycea
Opierając się na Encheiridionie Symplicjusz stworzył kompletną, charakterystyczną dla późnego neoplatonizmu, teorię pochodzenia zła, w której idzie głównie za Proklosem, dołączając elementy perypatetyckie, platońskie i stoickie. Głosi on, że:
1. Formy całkowicie zanikają opanowane przez materię (Timajos).
2. Materia nie może być jednak przyczyną zła, jako że nie ma żadnych właściwości (Timajos).
3. Zło jest ostatecznie pozorne, w kontekście całości nie ma już zła (Prawa i stoicy).
4. Przyczyną zła jest dusza (Prawa).
5. Bóg nie jest nigdy przyczyną zła (Timajos, Państwo).
6. Brak nie ma przeciwieństwa jako równorzędnego rodzaju (Arystoteles).
7. Przyczyną celową są formy i entelechia (Arystoteles).
8. Brak nie jest celem, ponieważ nie jest zamierzony (stoicy).

Symplicjusz stwierdza, że zło nadaje sens pojęciu dobra. Zło rozumie jako konieczne, ale nie bezpośrednio, lecz w ten sposób, że materia i brak są jego koniecznymi warunkami, tak jak i wszelka ograniczoność, a są konieczne ponieważ wszystko pochodzi od Jednego. W ten sposób Symplicjusz głosi, że niebo nie byłoby doskonałe, gdyby nie było w nim stworzeń śmiertelnych. Nic nie jest całkowicie złe, a co jest złe, staje się takim przez wolny wybór jednostek. Symplicjusz uwalnia więc Boga od odpowiedzialności za zło, ale nie od odpowiedzialności za wolną wolę. Ten temat rozwinie twórczo jeszcze w tym samym stuleciu Boecjusz.

## Recepcja
Z pism Symplicjusza szczególne znaczenie dla filozofii średniowiecznej miał jego komentarz do Kategorii. W X wieku jego komentarze zostały przełożone na arabski. Komentarz do Fizyki i Encheiridionu znał Al-Kindi (zm. 870), który w swojej etyce przejął od Symplicjusza poglądy stoickie. Komentarz do Fizyki znał również Al-Farabi (zm. 950). W oparciu o Symplicjusza Yahya ibn Adi (893-974) napisał swój komentarz do Kategorii. Szedł za nim również w swej interpretacji Arystotelesa Ibn al-Tayyib (zm. 1043). Bizantyńczycy korzystali głównie z argumentów logicznych i psychologicznych Symplicjusza. Znał jego pisma Focjusz (ok. 810-891), a Nicefor Blemmydes (1197-ok. 1272) korzystał z komentarzy do Fizyki i O niebie. 
Na Zachód trafiły pisma Symplicjusza za pośrednictwem arabskim. Wilhelm Moerbecke przetłumaczył w połowie XIII wieku komentarz do Kategorii i O niebie. Z obydwu przekładów korzystał Tomasz z Akwinu, sięgając do komentarza do Kategorii po terminologię. Z Kategorii Symplicjusza korzystali również Henryk z Gandawy, Aegidius Colonna Romanus i Jan Duns Szkot. Z komentarza do O niebie korzystał z kolei Robert Grosseteste. W XVI wieku idee Symplicjusza dotyczące miejsca zainspirowały Francesco Patrizziego (1529-1579) do stworzenia jego doktryny miejsca i światła.

## Lista dzieł Symplicjusza
- Komentarz do Kategorii Arystotelesa,
- Komentarz do Fizyki Arystotelesa,
- Komentarz do O niebie Arystotelesa,
- Komentarz do O duszy Arystotelesa,
- Komentarz do Enchidrionu Epikteta,
- Komentarz do Elementów Euklidesa.
- Komentarz do Fedona Platona
- Komentarz do Podręcznika retoryki Hermogenesa z Tarsos